# Olšava (přítok Bodvy)
Olšava je potok na území historického regionu Turňa, v západní části okresu Košice-okolí. Je to levostranný přítok Bodvy, měří 9 km a je tokem V. řádu.

## Pramen
Pramení ve Volovských vrších, v podcelku Kojšovská hoľa, na VJV svahu Hrbu (947,4 m n. m.) v nadmořské výšce přibližně 860 m n. m.

## Popis toku
V pramenné oblasti teče severojižním směrem, protéká lokalitou Pod Rumankou a zleva přibírá přítok ze SSZ svahu Harklova (783,5 m n. m.) Následně se koryto esovitě ohýbá, teče přes Petrovu dolinu a z levé strany přibírá přítok z lokality Kobylia hora. Pak teče východně od obce Poproč, v ústí Petrovy doliny se koryto rozvětvuje, opět zleva přibírá přítok z Vlčí doliny a vtéká do Košické kotliny, do podcelku Medzevská pahorkatina. Vzápětí protéká vedle opuštěné Rúfus baně na pravém břehu, zleva přibírá přítok z lokality Volovač a opět se větví na dvě ramena. Dále mění směr toku přechodně na západojihozápad, protéká intravilánem obce Jasov, kde přibírá svůj nejvýznamnější přítok, Zadný potok, z pravé strany. Odtud pokračuje na krátkém úseku severojižním směrem, pak se stáčí na jihojihovýchod a podtéká silnici II. třídy č. 548. V prostoru jižně od jasovského kostela se potok nakonec ohýbá na jihojihozápad, podtéká ještě silnici II. třídy č. 550 a jižně od centra Jasova, přímo pod bradlem (350,1 m n. m.) se zbytky Jasovského hradu, ústí v nadmořské výšce cca 255 m n. m. do Bodvy.